# مملكة بولندا
مملكة پولندا هي دولة تأسست في العصور الوسطى من قبل أسلاف البولنديين الحاليين، وهي إحدى الدول السلافية الغربية في الجزء الشمالي الشرقي من أوروپا الوسطى. تأسست في العصور الوسطى في 18 أبريل 1025م، عندما تُوِّج پوليسلاف الأول الشجاع في كاتدرائية غنيزنو كأول أمراء پولندا الكبرى، وأعلن نفسه ملكًا. اتحدت مملكة پولندا في عام 1569م مع دوقية ليتوانيا الكبرى لتشكيل «الإتحاد البولندي الليتواني»، والذي ظل قائماً حتى التقسيم الثالث لپولندا (1795م).
حكمت "سلالة پياست" المملكة مابين أعوام 1025م-1370م، ثم انتقل الحُكم إلى «سلالة ياغيلون» التي أسسها «يوغيلا» واستمروا في الحكم مابين السنوات 1385م-1572م.
في عام 1385م، استولت «سلالة ياغيلون» الليتوانية على پولندا وبدأت في حكم الدولتين معا، وبعد عام 1569م اندمجت دول پولندا وليتوانيا رسميا تحت نفس العلم لتشكيل الكومنولث البولندي الليتواني.

## التأسيس
يعتبر المؤرخون مرتفعات نهري أودر وفيستولا في پولندا موطنا للعرق السلاڤي في العالم. ومن هناك انتشر السلاڤي إلى أجزاء أخرى من أوروپا وشكلوا الأمم الحالية الحديثة ذات الأصل السلاڤي. بحلول عام 800م، استقر السلاڤ الشرقيون في روسيا وأوكرانيا وبيلاروسيا، واستقر السلڤ الجنوبيون في دول البلقان مثل صربيا وكرواتيا وبلغاريا، وانتشر السلاڤ الغربيون أيضا في جميع أنحاء پولندا وجمهورية التشيك وسلوڤاكيا وألمانيا الشرقية.
بعد وفاة بوليسلاف في عام 1138، تفككت هذه المملكة. أدت الغزوات المغولية في عامي 1241 و 1259 إلى إضعاف بولندا. خلال هذه الفترة، كانت بولندا مسرحا لهجرة ألمانية كبيرة. الألمان كانوا 20 في هذه المنطقة. شكلوا أقلية كبيرة كانت موجودة حتى القرن الثامن عشر ومارست تأثيرا واسعا على الثقافة البولندية.
تحول ميشكو الأول، وهو ملك پولندي، إلى المسيحية في عام 966م وأسس "سلالة پياست" الحاكمة، والتي تعتبر هي بداية التاريخ الپولندي. أسس البولنديون دولة قوية خلال القرن الحادي عشر، ولكم بعد وفاة بوليسلاف الثالث ملك پولندا عام 1138م، انهارت هذه المملكة.
أدت الغزوات المغولية في عامي 1241م و 1259م إلى إضعاف پولندا. وخلال هذه الفترة، شهدت بولندا هجرة ألمانية كبيرة. شكل الألمان أقلية كبيرة في هذه المنطقة حتى القرن العشرين وكان لهم تأثير واسع على الثقافة الپولندية.

## قبل عام 1025م

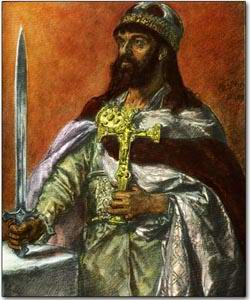
أمير پولندا العظمى ميشكو الأول، أول حاكم معروف لپولندا.

كان أول حاكم معروف لپولندا هو أمير پولندا العظمى ميشكو الأول (وُلد حوالي عام 930م – توفي 25 مايو 992م) من سلالة «پياست» الحاكمة، والذي بدأت عملية تنصير پولندا تحت قيادته عام 966م، وفقًا للطقوس الغربية.
في عام 999م، اقتطع ابنه بوليسلاف الأول الشجاع من جمهورية التشيك جزءً، أصبح لاحقاً بعد سنوات: «پولندا الصغرى». كان بوليسلاف أميراً تشيكياً من عام 1003م إلى 1004م.
كانت الدولة الروسية القديمة (كييڤ روس) هي منطقة النزاع الأهمّ. وفي مطلع القرن العاشر والقرن الحادي عشر كانت «مدن وحصون تشيرڤن» (بالبولندية: Grody Czerwieńskie) (بالأوكرانية: Червенські городи) محل تنازع بين مملكة پولندا والدولة الروسية القديمة (كييڤ روس)، حيث طالب كلا الجانبين بحقوقهما في تلك الأرض.
في نفس عام وفاة ميشكو الأول، استولى ڤلاديمير الأول سڤياتوسلاڤيتش على تشيرڤن، ولكن بعد ذلك عارضه ابنه سڤياتوبولك الأول توروڤسكي (1013م)، الذي كان متزوجًا من ابنة بوليسلاڤ.
بعد وفاة ڤلاديمير الأول، تدخل بوليسلاڤ الأول الشجاع وقام بدعم أمير كييف المعظّم سڤياتوبولك الأول اللعين ضد أخيه ياروسلاڤ الحكيم لغزو كييڤ، واستعاد مقابل تلك المساعدة «مدن تشيرڤن».

## ملخص تاريخي

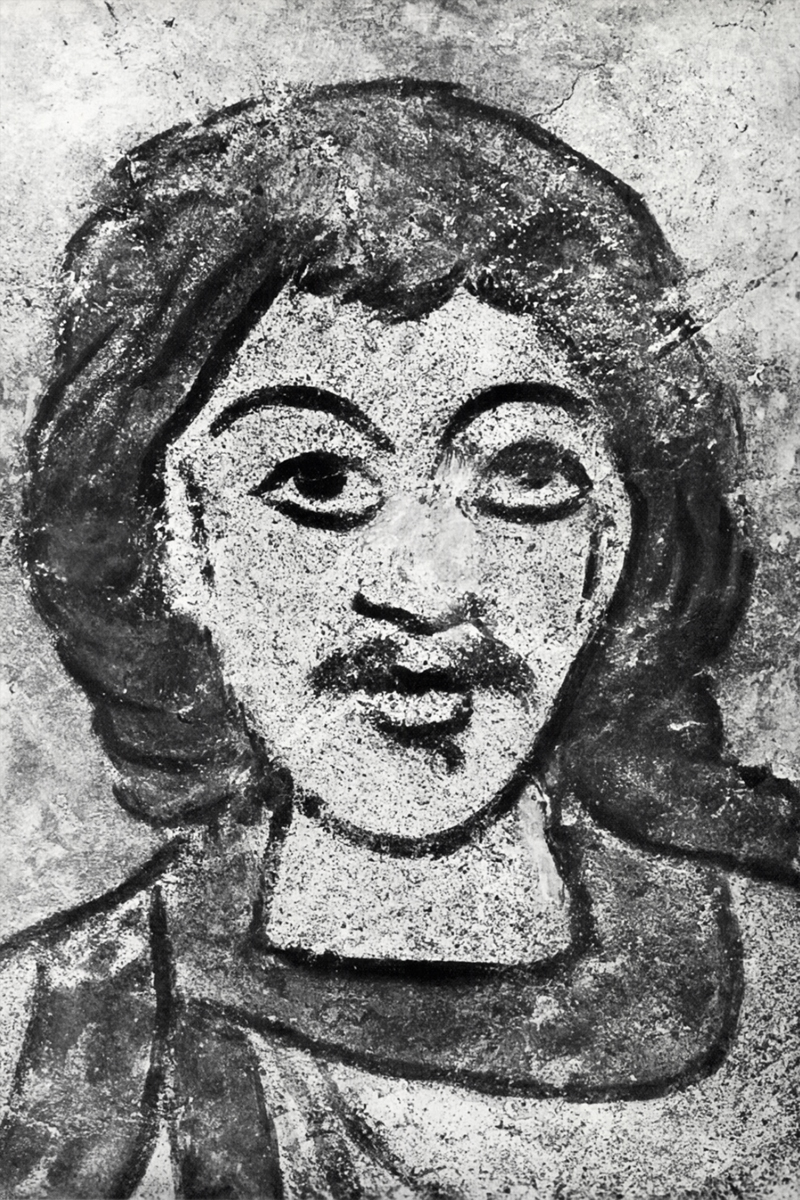
الأمير التشيكي «برتيسلاڤ الأول».

### قبل «وصية بوليسلاڤ الثالث ذو الفم الأعوج» (1138م)

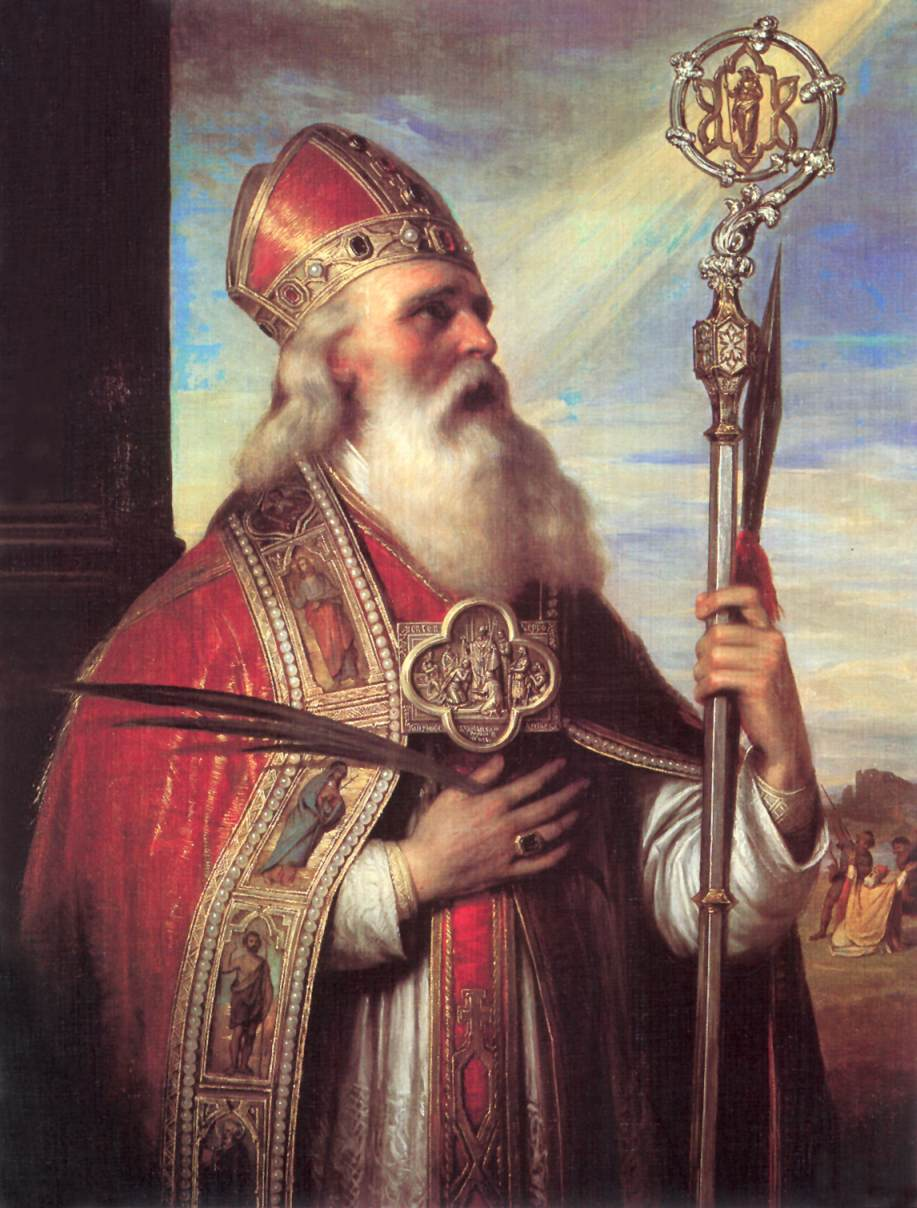
"القديس أدالبرت من براغ".

بعد وفاة بوليسلاف عام 1025م، انفصلت بوميرانا ومازوفي عن پولندا وتأسست سلالات حاكمة محلية. في عاميّ 1030م و 1031م، وقع غزو متزامن على پولندا من قبل القوات الروسية والقوات الألمانية، اللتين تدخلتا في الصراع الداخلي بين الأمراء الپولنديين. نتيجة لذلك، خسرت پولندا جزءًا من الأراضي التي كانت قد استولت عليها في وقت سابق، بما في ذلك مدن تشيرڤن لصالح الروس، ولوجيتسا لصالح الإمبراطورية الرومانية المقدسة. في عام 1038م، غزا الأمير التشيكي «برتيسلاڤ الأول» (بالتشيكية: Břetislav)، واستولى على غنيزنو وأزال رفات «القديس أدالبرت من براغ» وأعاد ضم سيليزيا إلى ممتلكات التاج التشيكي. 

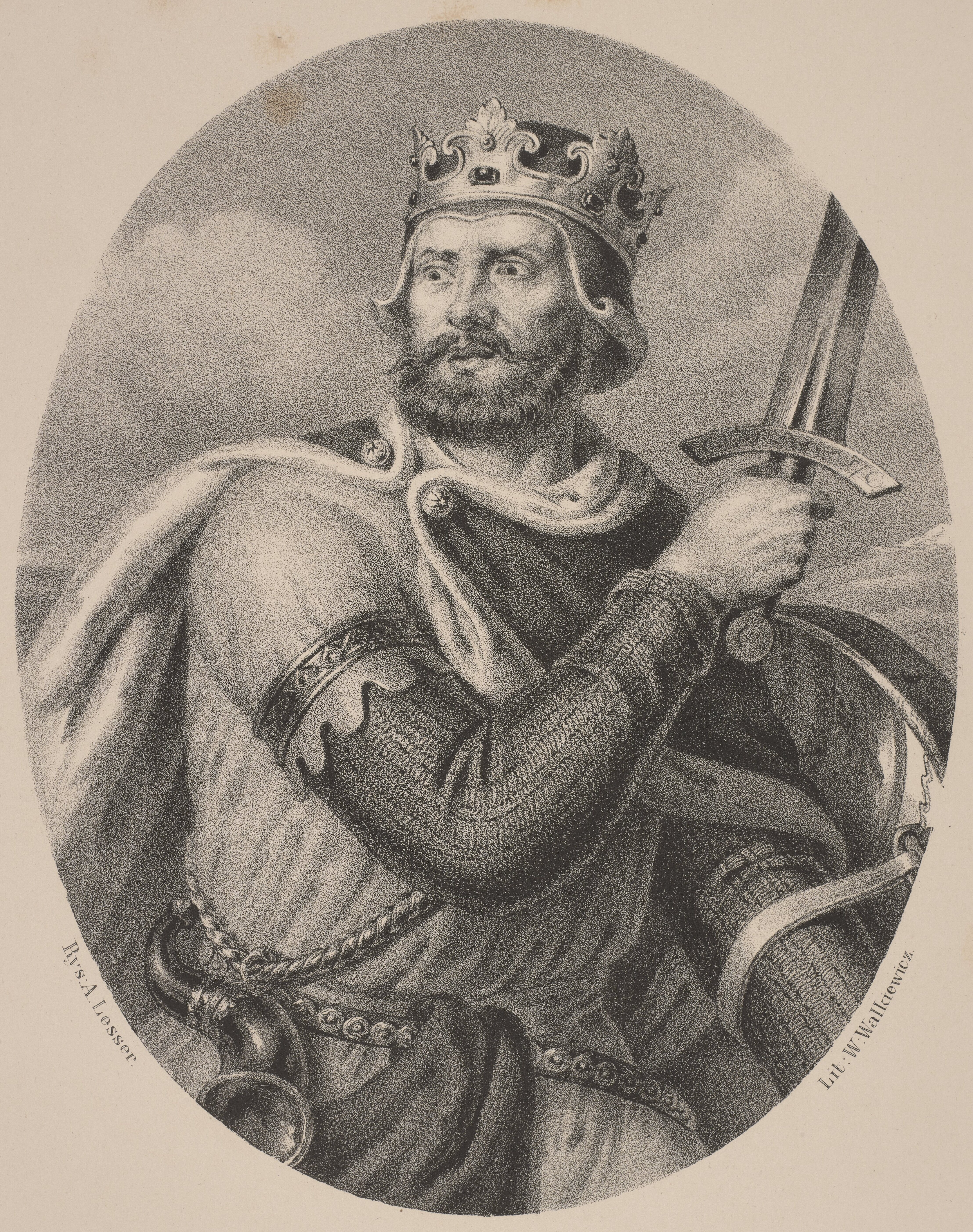
بوليسلاڤ الثالث ذو الفم الأعوج، ملك پولندا.

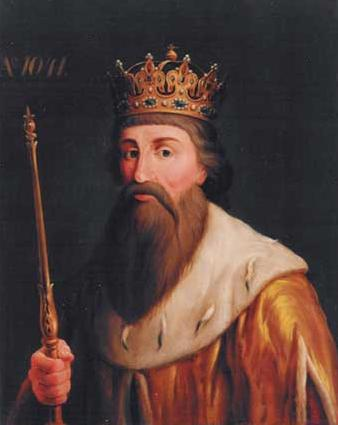
"كاسيمير الأول المجدّد".

في منتصف عام 1030م، كانت الدولة الپولندية في أزمة عميقة بسبب غزوات جيرانها وبسبب صراعات داخلية على السلطة وانتفاضات وثنية واسعة النطاق. وبحلول عام 1039م، أسَّس «كاسيمير الأول المجدّد»، بمساعدة الإمبراطور الألماني هنري الثالث، حكمه في پولندا، ولكن على حساب اعتراف پولندا بسيادة وهيمنة الإمبراطورية الرومانية المقدسة.
في عام 1042، تزوج «كاسيمير الأول المجدّد» من «دوبرونيغا» شقيقة دوق كييف الأكبر ياروسلاڤ الحكيم. ثم تمكن بمساعدة القوات الروسية من إعادة مازوفي إلى الحكم الپولندي عام 1047م. ومع ذلك، لم يسمح الإمبراطور للأمير باستعادة بوميرانا: فقد اعترفت بوميرانيا الشرقية فقط بسلطة پولندا عليها، بينما بقيت بوميرانيا الغربية جزءًا من الإمبراطورية. في عام 1054م أعيدت سيليزيا إلى الدولة الپولندية مقابل دفع جزية لجمهورية التشيك.
تمكن أيضاً بوليسلاڤ الثاني (1058-1079) حفيد بوليسلاڤ الأول، من التدخل في الشؤون الداخلية لروسيا، منحازاً إلى إزياسلاڤ الأول ياروسلافيتش الذي كان متزوجًا من خالته، بعد انتفاضة كييف عام 1068م.
تدخل بوليسلاڤ الثاني في النزاع من أجل المنصب بين الإمبراطور الألماني هنري الرابع والبابا غريغوري السابع. في عام 1072م رفض دفع الجزية للإمبراطور وأعلن استقلال پولندا، وفي عام 1074م اعترف بالدولة الپولندية كإقطاعية للعرش البابوي.
حقق «بوليسلاڤ الثالث ذو الفم الأعوج» (1102م-1138م) انتصارًا في الصراع على السلطة وهزم جيش هنري الخامس المكون من 10 آلاف جندي في معركة «هوندسفيلد» (بالإنجليزية: Battle of Hundsfeld or Battle of Psie Pole) عام 1109م. وفي عام 1122م ضمّ كل بوموري تقريبًا إلى پولندا. وفقًا لـ «وصية بوليسلاف ذو الفم الأعوج»، تم تقسيم پولندا بعد وفاته عام 1138م بين أبنائه الأربعة مع ضمان لقب الدوق الأكبر للابن الأكبر مع الميراث الدوقي الكبير (جزء من پولندا الكبرى مع غنيزنو، وپولندا الصغرى مع كراكوف). وتم تشكيل عدد من الإمارات: كويافيا، مازوفي، سيليزيا، بوميرانيا، صاندومير، إلخ.
كان دوق بياست «بوليسلاڤ الثالث» الپولندي قد أصدر وصيته الأخيرة عام 1115م بإعلان عام، ثم توفى فعلياً عام 1138م، وكتب في وصيته تلك قواعد حكم المملكة الپولندية من قبل أبنائه الأربعة الباقين على قيد الحياة بعد وفاته. من خلال إصداره الوصية، خطط بوليسلاف لضمان أن ورثته لن يتقاتلوا فيما بينهم بعد وفاته، وأنهم سيحافظون على وحدة أراضيه تحت سلالة بياست. ومع ذلك، فقد فشلت الوصية إذ بعد وفاته بفترة وجيزة تقاتل أبناؤه ودخلت پولندا فترة تفكك استمرت حوالي 200 عام.

### قبل تتويج ڤلاديسلاڤ الأول (1320)
في عام 1181م، اعترف أمير بوميرانيا الغربية بأنه تابع لفريدريك الأول بربروسا.

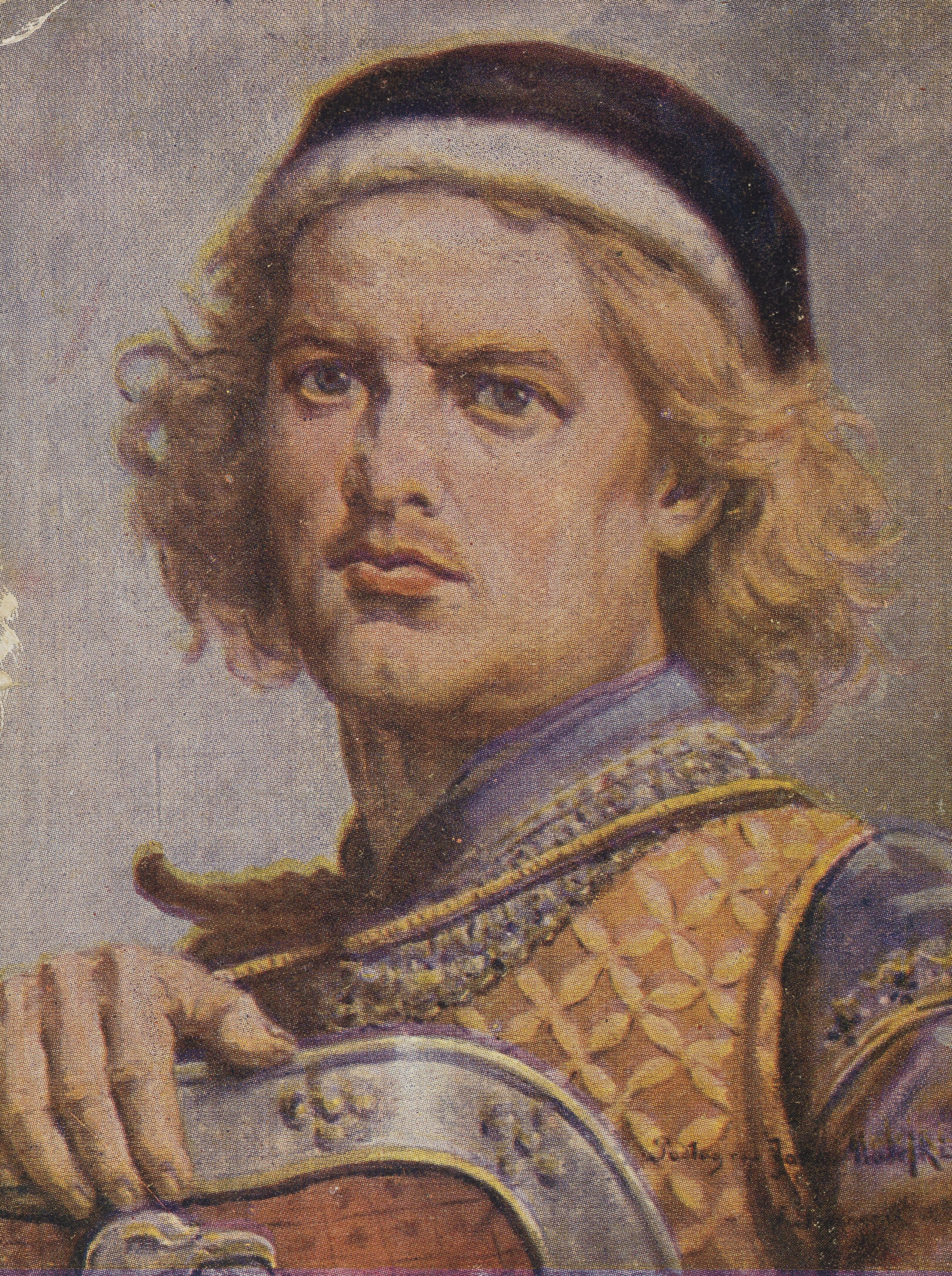
"ليسزكو الأبيض" أمير كراكوف.

خلال الصراع على السلطة بعد وفاة «رومان» أول أمير لغاليسيا فولينيا في المعركة مع الپولنديين عام 1205م، تمكن أمير كراكوف «ليسزكو الأبيض» لسنوات عديدة من ممارسة تأثير كبير على الصراع على السلطة في غاليسيا وفولينيا.

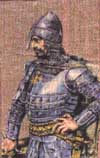
"كونراد" الأمير المازوفي.

مع تشكيل دوقية ليتوانيا الكبرى في القرن الثالث عشر، اضطر الأمراء الپولنديون ولا سيما أمراء مازوفي إلى الدفاع عن أنفسهم ضد هجمات الدوقية. في عام 1226م، استدعى «كونراد» الأمير المازوفي «الفرسان التيوتون» لمحاربة الپروسيين، وبعد ذلك في غضون بضع سنوات، احتل «الفرسان التيوتون» پروسيا وبدأت تشكل خطرًا مباشرًا على پولندا نفسها.
في عام 1241م، غزا المغول پولندا، ودمروا المدن الرئيسية بالجزء الجنوبي من البلاد وألحقوا العديد من الهزائم بالپولنديين وخاصة في معركة لغنيتسا.
بعد تأسيس سلالة رومانوڤيتش في غاليش عام 1239م، أصبحت پولندا ضحية للعديد من حملات القبيلة الذهبية: في أعوام 1259م و 1282م و 1287م.
في عام 1279م، ادعى ليف دانيلوڤيتش جاليتسكي عرش كراكوف دون جدوى، والذي انتهى به المطاف في يد ليسزيك تشيورني، أحد أقارب الملك البولندي بوليسلاڤ الخجول. تمكن الأمراء الجاليسيون من الاستيلاء على لوبلين لعدة عقود.

### قبل اتحاد لوبلين (1569م)

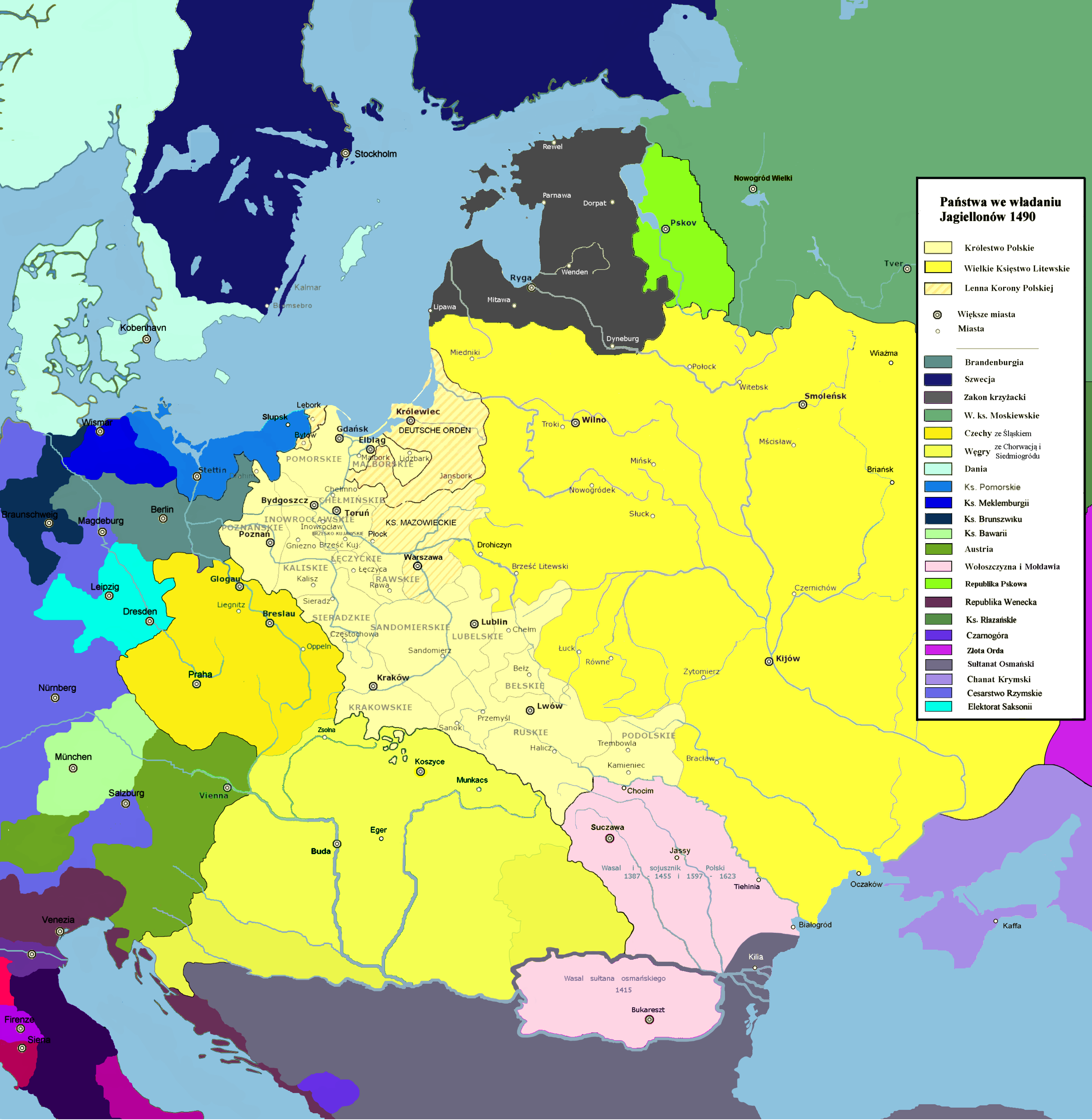
الولايات التابعة لسلالة ياغيلون عام 1490م.

في عام 1320م، تم تتويج أمير كويافيا الأمير فلاديسلاف الأول (1305م-1333م) ملكًا على پولندا في مدينة كراكوف، بعد أن ضم پولندا الكبرى إلى سيادته. في عشرينيات القرن الرابع عشر (عقد 1320م)، بدأت پولندا جنبًا إلى جنب مع دوقية ليتوانيا في بذل محاولات للاستيلاء على أراضي إمارة غاليسيا فولينيا الضعيفة.
تحت حكم خليفته كازيمير الثالث العظيم ، ضُمَّت غاليسيا إلى پولندا عام 1349م.

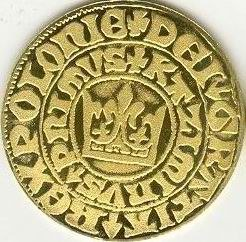
سكّ كازيمير الثالث الأعظم عملة جروس (grosz) في عام 1367م.

في عام 1370م، أصبح ابن أخ كازيمير، الملك لويس الأول (لاجوس) ملك المجر، ملكًا لپولندا، وأصدر «امتياز كوسيتش» في عام 1374م، والذي بموجبه تم إعفاء الأقطاب والنبلاء من جميع الواجبات، باستثناء الخدمة العسكرية وضريبة بسيطة قيمتها 2 جروس (عملة فضية) من الأرض.
في عام 1384م، هُزم الأمير الليتواني يوغيلا من قبل النظام التوتوني وتعهد بالتحول إلى الكاثوليكية في غضون 4 سنوات. في عام 1385م، تم إبرام «الاتحاد البولندي الليتواني» في كريفا، والذي بموجبه تم تعميد يوغيلا وفقًا للطقوس الكاثوليكية، وقدم الكاثوليكية كدين للدولة في ليتوانيا، وتزوج من الأميرة البولندية يادويغا وصعد العرش الپولندي تحت اسم ڤلاديسلاڤ الثاني.
بعد هزيمة الأمير الليتواني فيتاوتاس في معركة مع التتار في فورسكلا عام 1399م، ساعدت پولندا ليتوانيا على الاستيلاء على سمولينسك عام 1405م ومحاربة النظام التيوتوني، الذي هُزم بشكل حاسم في معركة جرونوالد عام 1410م.
قُتل ابن يوغيلا، ڤلاديسلاڤ الثالث (1424م-1444م) ملك المجر وپولندا في معركة ڤارنا عام 1444م ضد الدولة العثمانية بالقرب من مدينة ڤارنا البلغارية، بعد خيانته معاهدة أدرنة-سكدين 1444م مع العثمانيين وخيانته القَسَم على الإنجيل باحترام الهدنة عشر سنوات.
في عام 1454م، وفقًا لأحكام «قانون نيشاڤا» (بالبولندية: statuty nieszawskie)، أصبحت پولندا جمهورية، وأصبحت السلطة العليا ملكًا لمجلس النواب .
في عام 1466م، وفقًا لمعاهدة سلام تورون الثانية، ضَمَّت پولندا بوميرانيا مع غدانسك وتمكنت من الوصول إلى بحر البلطيق. أصبح ڤلاديسلاڤ الثاني ابن كازيمير ملكًا على بوهيميا عام 1471م، ومن ثم أصبح ملكاً على المجر عام 1490م.
في عام 1505م، تم تمرير قانون «نيهيل نوڤي» (Nihil novi)، مما حدّ من سلطة الملك لصالح طبقة النبلاء المميزة «شلختا».
خلال حكم زغمونت الثاني أوغست آخر حاكم من سلالة ياغيلون، دخلت پولندا الحرب الليفونية إلى جانب ليتوانيا بعد أن عانت قوات الأخيرة من هزائم ثقيلة مثل حصار بولوتسك عام 1563م، وغيره.

### كجزء من الكومنولث الپولندي الليتواني

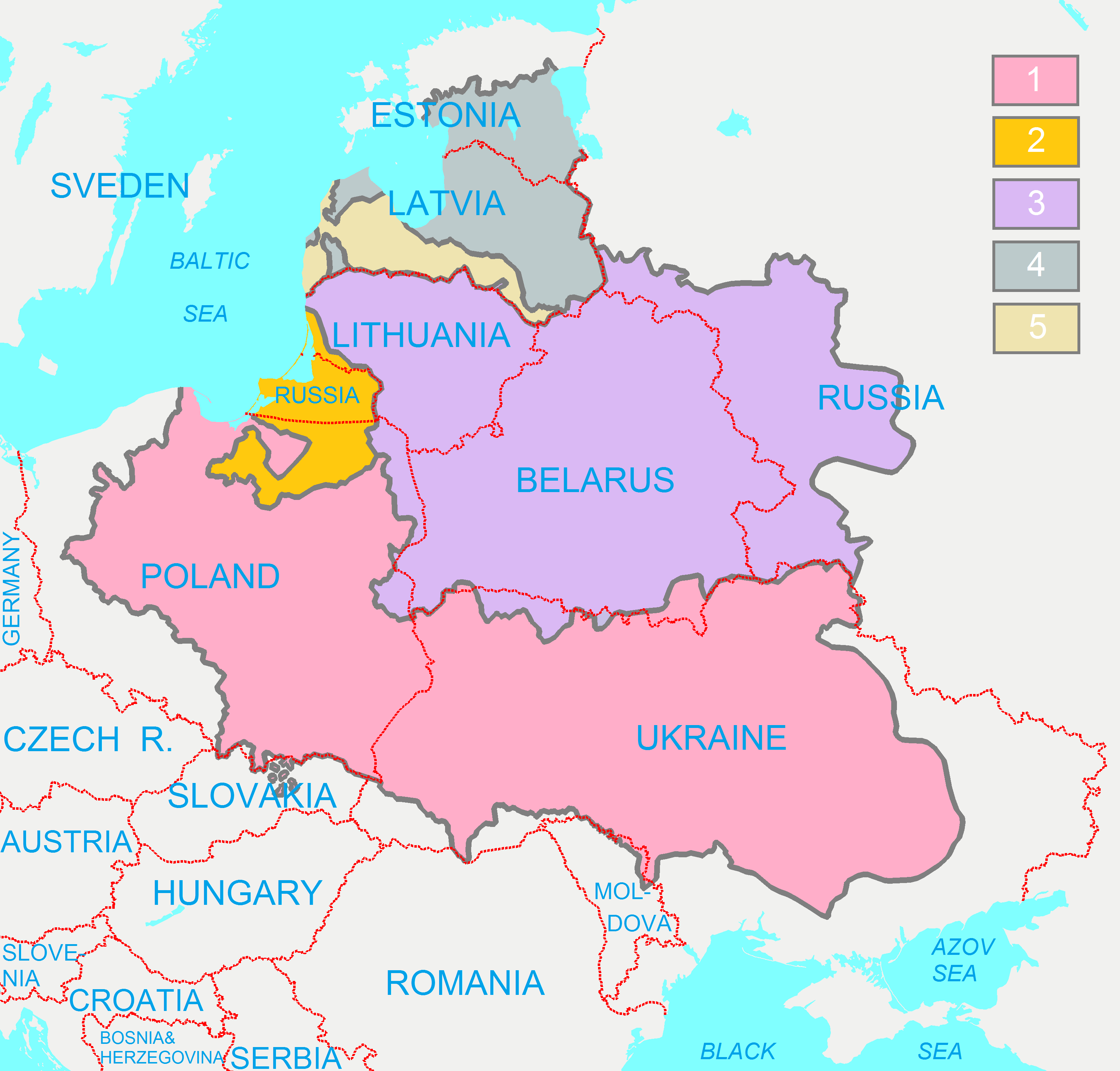
خريطة الكومنولث الپولندي الليتواني بعد هدنة ديولنسكي، مع خريطة تبيّن حدود الدول الحديثة بالخط الأحمر.
مفتاح الخريطة اللوني:
مملكة پولندا («تاج»)
دوقية پروسيا، تابعة للتاج
دوقية ليتوانيا الكبرى («ليتوانيا»)
، دوقية زادڤينا، حكم ثنائي بين ليتوانيا والتاج الپولندي
دوقية كورلاند وسيميغاليا التابعة لليتوانيا، وبعد عام 1569م تبعت الكومنولث البولندي الليتواني

شعار النبالة لپودلاشيا.

في عام 1569م، وكنتيجة لاتحاد لوبلين، انتهى الاتحاد بين مملكة پولندا ودوقية ليتوانيا الكبرى، الذي وضع الأساس للدولة الفيدرالية المعروفة باسم الكومنولث البولندي الليتواني. وبموجب شروط اتحاد لوبلين، انتقلت إلى ملكية مملكة پولندا أراضٍ جديدةٍ شاسعة تتبع لأوكرانيا الحديثة وپودلاشيا التي كانت في السابق جزءًا من دوقية ليتوانيا الكبرى (وهي تقع حاليا في الجزء الشرقي من پولندا). يُعرف مجموع الأراضي الروسية التي كانت ملكًا للتاج الپولندي باسم «روسيا الپولندية» وكانت تمثّل في القرنين السادس عشر والسابع عشر حوالي ثلثي جميع أراضي التاج.
لمدة قرن تقريبًا، بعد انقطاع السلالة الذكورية من سلالة ياغيلون، حكم البلاد ملوك من سلالة آل فاسا السويدية، أنسال زغمونت الثاني أوغست من خلال أخته كاثرين ياغيلون.
خلال فترة وقوع الاضطرابات في روسيا أوائل القرن السابع عشر، حاولت سلالة آل فازا احتلال العرش الروسي دون جدوى (الصراع الذي اندلع بعد قمع سلالة روريك في عام 1598م).
في 1648م-1654م، بعد انتفاضة شميلنكي (انتفاضة القوزاق داخل الكومنولث البولندي اللتواني)، فقد التاج الپولندي أراضي الضفة اليسرى لأوكرانيا.
بعد ما يسمى بـ«الطوفان السويدي»، أثناء الحرب الروسية البولندية (1654م-1667م)، انضم الكومنولث البولندي الليتواني إلى روسيا ضد السويد والدولة العثمانية. وظل اختيار الملوك طوال القرن الثامن عشر تحت التأثير الكبير للإمبراطورية الروسية (وخصومها الاستراتيجيون: السويد وفرنسا).